# Naoto Sawai
Naoto Sawai (澤井 直人 Sawai Naoto?), född 3 april 1995 i Chiba prefektur, är en japansk fotbollsspelare.
Sawai började sin karriär 2014 i Tokyo Verdy. 2018 blev han utlånad till AC Ajaccio. Han gick tillbaka till Tokyo Verdy 2019.